# Tour de la Communauté valencienne 2017
La 68e édition du Tour de la Communauté valencienne a eu lieu du 1er au 5 février 2017. Elle fait partie du calendrier UCI Europe Tour 2017 en catégorie 2.1.

## Présentation

### Équipes
| WorldTeams (12)- Movistar Team - Sky - BMC Racing Team - Orica-Scott - Quick-Step Floors - Cannondale-Drapac - Astana - Dimension Data - Lotto NL-Jumbo - AG2R La Mondiale - Katusha-Alpecin - FDJ Équipes continentales professionnelles (7)- Caja Rural-Seguros RGA - CCC Sprandi Polkowice - Cofidis, Solutions Crédits - Direct Énergie - Israel Cycling Academy - Gazprom-RusVelo - Roompot-Nederlandse Loterij Équipes continentales (5)- Burgos-BH - Euskadi Basque Country-Murias - Inteja-Dominican - Team Ukyo - W52-FC Porto Équipe nationale- Espagne |
| |

## Étapes
| Étape     | Date   | Villes étapes               | type                         | Distance (km) | Vainqueur d'étape   | Leader du classement général |
| --------- | ------ | --------------------------- | ---------------------------- | ------------- | ------------------- | ---------------------------- |
| 1re étape | 1 fév. | Orihuela – Orihuela         | contre-la-montre par équipes | 37,9          | BMC Racing Team     | Manuel Senni                 |
| 2e étape  | 2 fév. | Alicante – Dénia            | étape vallonnée              | 180,6         | Tony Martin         | Greg Van Avermaet            |
| 3e étape  | 3 fév. | Canals – Riba-roja de Túria | étape de plaine              | 161           | Magnus Cort Nielsen | Greg Van Avermaet            |
| 4e étape  | 4 fév. | Segorbe – Llucena           | étape de montagne            | 180           | Nairo Quintana      | Nairo Quintana               |
| 5e étape  | 5 fév. | Paterna – Valence           | étape de plaine              | 51,2          | Bryan Coquard       | Nairo Quintana               |

## Déroulement de la course

### 1reétape
| \| Classement de l'étape \| Classement de l'étape \| Classement de l'étape \| Classement de l'étape \| Classement de l'étape \| Classement de l'étape \| \| Équipe \| Équipe \| Pays \| Temps \| Écart de temps \| Vitesse moy. \| \| --------------------- \| --------------------- \| --------------------- \| --------------------- \| --------------------- \| --------------------- \| \| 1re \| BMC Racing Team \| États-Unis \| 43 min 17 s \| 43 min 17 s \| 52.538 km/h \| \| 2e \| Sky \| Royaume-Uni \| 43 min 38 s \| + 21 s \| 52.116 km/h \| \| 3e \| Quick-Step Floors \| Belgique \| 44 min 06 s \| + 49 s \| 51.565 km/h \| \| 4e \| Movistar Team \| Espagne \| 44 min 19 s \| + 1 min 02 s \| 51.313 km/h \| \| 5e \| Lotto NL-Jumbo \| Pays-Bas \| 44 min 29 s \| + 1 min 12 s \| 51.101 km/h \| \| 6e \| Astana \| Kazakhstan \| 44 min 33 s \| + 1 min 16 s \| 51.044 km/h \| \| 7e \| FDJ \| France \| 44 min 47 s \| + 1 min 30 s \| 50.778 km/h \| \| 8e \| Katusha-Alpecin \| Suisse \| 45 min 09 s \| + 1 min 52 s \| 50.365 km/h \| \| 9e \| Cannondale-Drapac \| États-Unis \| 45 min 14 s \| + 1 min 57 s \| 50.273 km/h \| \| 10e \| Orica-Scott \| Australie \| 45 min 17 s \| + 2 min 00 s \| 50.217 km/h \| |                   |             |             |                |              |
| |                   |             |             |                |              |
| Source : ProCyclingStats |                   |             |             |                |              |
| Classement de l'étape |                   |             |             |                |              |
| Équipe | Équipe            | Pays        | Temps       | Écart de temps | Vitesse moy. |
| 1re | BMC Racing Team   | États-Unis  | 43 min 17 s | 43 min 17 s    | 52.538 km/h  |
| 2e | Sky               | Royaume-Uni | 43 min 38 s | + 21 s         | 52.116 km/h  |
| 3e | Quick-Step Floors | Belgique    | 44 min 06 s | + 49 s         | 51.565 km/h  |
| 4e | Movistar Team     | Espagne     | 44 min 19 s | + 1 min 02 s   | 51.313 km/h  |
| 5e | Lotto NL-Jumbo    | Pays-Bas    | 44 min 29 s | + 1 min 12 s   | 51.101 km/h  |
| 6e | Astana            | Kazakhstan  | 44 min 33 s | + 1 min 16 s   | 51.044 km/h  |
| 7e | FDJ               | France      | 44 min 47 s | + 1 min 30 s   | 50.778 km/h  |
| 8e | Katusha-Alpecin   | Suisse      | 45 min 09 s | + 1 min 52 s   | 50.365 km/h  |
| 9e | Cannondale-Drapac | États-Unis  | 45 min 14 s | + 1 min 57 s   | 50.273 km/h  |
| 10e | Orica-Scott       | Australie   | 45 min 17 s | + 2 min 00 s   | 50.217 km/h  |

| \| Classement général \| Classement général \| Classement général \| Classement général \| Classement général \| \| Coureur \| Coureur \| Pays \| Équipe \| Temps \| \| ------------------ \| ------------------ \| ------------------ \| ------------------ \| ------------------ \| \| 1er \| Manuel Senni \| Italie \| BMC Racing Team \| 43 min 17 s \| \| 2e \| Michael Schär \| Suisse \| BMC Racing Team \| + 0 s \| \| 3e \| Greg Van Avermaet \| Belgique \| BMC Racing Team \| + 0 s \| \| 4e \| Nicolas Roche \| Irlande \| BMC Racing Team \| + 0 s \| \| 5e \| Stefan Küng \| Suisse \| BMC Racing Team \| + 0 s \| \| 6e \| Ben Hermans \| Belgique \| BMC Racing Team \| + 0 s \| \| 7e \| Łukasz Wiśniowski \| Pologne \| Team Sky \| + 21 s \| \| 8e \| Philip Deignan \| Irlande \| Team Sky \| + 21 s \| \| 9e \| Michał Kwiatkowski \| Pologne \| Team Sky \| + 21 s \| \| 10e \| Wout Poels \| Pays-Bas \| Team Sky \| + 21 s \| |                    |          |                 |             |
| |                    |          |                 |             |
| Source : ProCyclingStats |                    |          |                 |             |
| Classement général |                    |          |                 |             |
| Coureur | Coureur            | Pays     | Équipe          | Temps       |
| 1er | Manuel Senni       | Italie   | BMC Racing Team | 43 min 17 s |
| 2e | Michael Schär      | Suisse   | BMC Racing Team | + 0 s       |
| 3e | Greg Van Avermaet  | Belgique | BMC Racing Team | + 0 s       |
| 4e | Nicolas Roche      | Irlande  | BMC Racing Team | + 0 s       |
| 5e | Stefan Küng        | Suisse   | BMC Racing Team | + 0 s       |
| 6e | Ben Hermans        | Belgique | BMC Racing Team | + 0 s       |
| 7e | Łukasz Wiśniowski  | Pologne  | Team Sky        | + 21 s      |
| 8e | Philip Deignan     | Irlande  | Team Sky        | + 21 s      |
| 9e | Michał Kwiatkowski | Pologne  | Team Sky        | + 21 s      |
| 10e | Wout Poels         | Pays-Bas | Team Sky        | + 21 s      |

### 2eétape
| \| Classement de l'étape \| Classement de l'étape \| Classement de l'étape \| Classement de l'étape \| Classement de l'étape \| \| Coureur \| Coureur \| Pays \| Équipe \| Temps \| \| --------------------- \| --------------------- \| --------------------- \| --------------------------- \| --------------------- \| \| 1er \| Tony Martin \| Allemagne \| Katusha-Alpecin \| 4 h 44 min 35 s \| \| 2e \| Pim Ligthart \| Pays-Bas \| Roompot-Nederlandse Loterij \| + 11 s \| \| 3e \| Primož Roglič \| Slovénie \| LottoNL-Jumbo \| + 11 s \| \| 4e \| David de la Cruz \| Espagne \| Quick-Step Floors \| + 11 s \| \| 5e \| Michele Scarponi \| Italie \| Astana \| + 11 s \| \| 6e \| Amaro Antunes \| Portugal \| W52-FC Porto \| DQ \| \| 7e \| Nairo Quintana \| Colombie \| Movistar Team \| + 11 s \| \| 8e \| Greg Van Avermaet \| Belgique \| BMC Racing Team \| + 19 s \| \| 9e \| Philippe Gilbert \| Belgique \| Quick-Step Floors \| + 19 s \| \| 10e \| Kristian Sbaragli \| Italie \| Dimension Data \| + 19 s \| |                   |           |                             |                 |
| |                   |           |                             |                 |
| Source : ProCyclingStats |                   |           |                             |                 |
| Classement de l'étape |                   |           |                             |                 |
| Coureur | Coureur           | Pays      | Équipe                      | Temps           |
| 1er | Tony Martin       | Allemagne | Katusha-Alpecin             | 4 h 44 min 35 s |
| 2e | Pim Ligthart      | Pays-Bas  | Roompot-Nederlandse Loterij | + 11 s          |
| 3e | Primož Roglič     | Slovénie  | LottoNL-Jumbo               | + 11 s          |
| 4e | David de la Cruz  | Espagne   | Quick-Step Floors           | + 11 s          |
| 5e | Michele Scarponi  | Italie    | Astana                      | + 11 s          |
| 6e | Amaro Antunes     | Portugal  | W52-FC Porto                | DQ              |
| 7e | Nairo Quintana    | Colombie  | Movistar Team               | + 11 s          |
| 8e | Greg Van Avermaet | Belgique  | BMC Racing Team             | + 19 s          |
| 9e | Philippe Gilbert  | Belgique  | Quick-Step Floors           | + 19 s          |
| 10e | Kristian Sbaragli | Italie    | Dimension Data              | + 19 s          |

| \| Classement général \| Classement général \| Classement général \| Classement général \| Classement général \| \| Coureur \| Coureur \| Pays \| Équipe \| Temps \| \| ------------------ \| ------------------ \| ------------------ \| ------------------ \| ------------------ \| \| 1er \| Greg Van Avermaet \| Belgique \| BMC Racing Team \| 5 h 28 min 11 s \| \| 2e \| Manuel Senni \| Italie \| BMC Racing Team \| + 0 s \| \| 3e \| Ben Hermans \| Belgique \| BMC Racing Team \| + 0 s \| \| 4e \| David López García \| Espagne \| Team Sky \| + 21 s \| \| 5e \| Nicolas Roche \| Irlande \| BMC Racing Team \| + 37 s \| \| 6e \| David de la Cruz \| Espagne \| Quick-Step Floors \| + 41 s \| \| 7e \| Philippe Gilbert \| Belgique \| Quick-Step Floors \| + 49 s \| \| 8e \| Zdeněk Štybar \| Tchéquie \| Quick-Step Floors \| + 49 s \| \| 9e \| Dan Martin \| Irlande \| Quick-Step Floors \| + 49 s \| \| 10e \| Nairo Quintana \| Colombie \| Movistar Team \| + 54 s \| |                    |          |                   |                 |
| |                    |          |                   |                 |
| Source : ProCyclingStats |                    |          |                   |                 |
| Classement général |                    |          |                   |                 |
| Coureur | Coureur            | Pays     | Équipe            | Temps           |
| 1er | Greg Van Avermaet  | Belgique | BMC Racing Team   | 5 h 28 min 11 s |
| 2e | Manuel Senni       | Italie   | BMC Racing Team   | + 0 s           |
| 3e | Ben Hermans        | Belgique | BMC Racing Team   | + 0 s           |
| 4e | David López García | Espagne  | Team Sky          | + 21 s          |
| 5e | Nicolas Roche      | Irlande  | BMC Racing Team   | + 37 s          |
| 6e | David de la Cruz   | Espagne  | Quick-Step Floors | + 41 s          |
| 7e | Philippe Gilbert   | Belgique | Quick-Step Floors | + 49 s          |
| 8e | Zdeněk Štybar      | Tchéquie | Quick-Step Floors | + 49 s          |
| 9e | Dan Martin         | Irlande  | Quick-Step Floors | + 49 s          |
| 10e | Nairo Quintana     | Colombie | Movistar Team     | + 54 s          |

### 3eétape
| \| Classement de l'étape \| Classement de l'étape \| Classement de l'étape \| Classement de l'étape \| Classement de l'étape \| \| Coureur \| Coureur \| Pays \| Équipe \| Temps \| \| --------------------- \| ---------------------- \| --------------------- \| -------------------------- \| --------------------- \| \| 1er \| Magnus Cort Nielsen \| Danemark \| Orica-Scott \| 3 h 49 min 02 s \| \| 2e \| Nacer Bouhanni \| France \| Cofidis, Solutions Crédits \| + 0 s \| \| 3e \| Bryan Coquard \| France \| Direct Énergie \| + 0 s \| \| 4e \| Yves Lampaert \| Belgique \| Quick-Step Floors \| + 0 s \| \| 5e \| Enrique Sanz \| Espagne \| Espagne \| + 0 s \| \| 6e \| Samuel Caldeira \| Portugal \| W52-FC Porto \| + 0 s \| \| 7e \| Oliver Naesen \| Belgique \| AG2R La Mondiale \| + 0 s \| \| 8e \| Zakkari Dempster \| Australie \| Israel Cycling Academy \| + 0 s \| \| 9e \| Greg Van Avermaet \| Belgique \| BMC Racing Team \| + 0 s \| \| 10e \| Viatcheslav Kouznetsov \| Russie \| Katusha-Alpecin \| + 0 s \| |                        |           |                            |                 |
| |                        |           |                            |                 |
| Source : ProCyclingStats |                        |           |                            |                 |
| Classement de l'étape |                        |           |                            |                 |
| Coureur | Coureur                | Pays      | Équipe                     | Temps           |
| 1er | Magnus Cort Nielsen    | Danemark  | Orica-Scott                | 3 h 49 min 02 s |
| 2e | Nacer Bouhanni         | France    | Cofidis, Solutions Crédits | + 0 s           |
| 3e | Bryan Coquard          | France    | Direct Énergie             | + 0 s           |
| 4e | Yves Lampaert          | Belgique  | Quick-Step Floors          | + 0 s           |
| 5e | Enrique Sanz           | Espagne   | Espagne                    | + 0 s           |
| 6e | Samuel Caldeira        | Portugal  | W52-FC Porto               | + 0 s           |
| 7e | Oliver Naesen          | Belgique  | AG2R La Mondiale           | + 0 s           |
| 8e | Zakkari Dempster       | Australie | Israel Cycling Academy     | + 0 s           |
| 9e | Greg Van Avermaet      | Belgique  | BMC Racing Team            | + 0 s           |
| 10e | Viatcheslav Kouznetsov | Russie    | Katusha-Alpecin            | + 0 s           |

| \| Classement général \| Classement général \| Classement général \| Classement général \| Classement général \| \| Coureur \| Coureur \| Pays \| Équipe \| Temps \| \| ------------------ \| ------------------ \| ------------------ \| ------------------ \| ------------------ \| \| 1er \| Greg Van Avermaet \| Belgique \| BMC Racing Team \| 9 h 17 min 13 s \| \| 2e \| Ben Hermans \| Belgique \| BMC Racing Team \| + 0 s \| \| 3e \| Manuel Senni \| Italie \| BMC Racing Team \| + 7 s \| \| 4e \| David López García \| Espagne \| Team Sky \| + 28 s \| \| 5e \| Nicolas Roche \| Irlande \| BMC Racing Team \| + 44 s \| \| 6e \| David de la Cruz \| Espagne \| Quick-Step Floors \| + 48 s \| \| 7e \| Zdeněk Štybar \| Tchéquie \| Quick-Step Floors \| + 49 s \| \| 8e \| Philippe Gilbert \| Belgique \| Quick-Step Floors \| + 49 s \| \| 9e \| Nairo Quintana \| Colombie \| Movistar Team \| + 54 s \| \| 10e \| Dan Martin \| Irlande \| Quick-Step Floors \| + 56 s \| |                    |          |                   |                 |
| |                    |          |                   |                 |
| Source : ProCyclingStats |                    |          |                   |                 |
| Classement général |                    |          |                   |                 |
| Coureur | Coureur            | Pays     | Équipe            | Temps           |
| 1er | Greg Van Avermaet  | Belgique | BMC Racing Team   | 9 h 17 min 13 s |
| 2e | Ben Hermans        | Belgique | BMC Racing Team   | + 0 s           |
| 3e | Manuel Senni       | Italie   | BMC Racing Team   | + 7 s           |
| 4e | David López García | Espagne  | Team Sky          | + 28 s          |
| 5e | Nicolas Roche      | Irlande  | BMC Racing Team   | + 44 s          |
| 6e | David de la Cruz   | Espagne  | Quick-Step Floors | + 48 s          |
| 7e | Zdeněk Štybar      | Tchéquie | Quick-Step Floors | + 49 s          |
| 8e | Philippe Gilbert   | Belgique | Quick-Step Floors | + 49 s          |
| 9e | Nairo Quintana     | Colombie | Movistar Team     | + 54 s          |
| 10e | Dan Martin         | Irlande  | Quick-Step Floors | + 56 s          |

### 4eétape
| \| Classement de l'étape \| Classement de l'étape \| Classement de l'étape \| Classement de l'étape \| Classement de l'étape \| \| Coureur \| Coureur \| Pays \| Équipe \| Temps \| \| --------------------- \| --------------------- \| --------------------- \| --------------------- \| --------------------- \| \| 1er \| Nairo Quintana \| Colombie \| Movistar Team \| 5 h 02 min 19 s \| \| 2e \| Merhawi Kudus \| Érythrée \| Dimension Data \| + 40 s \| \| 3e \| Amaro Antunes \| Portugal \| W52-FC Porto \| DQ \| \| 4e \| Wout Poels \| Pays-Bas \| Team Sky \| + 48 s \| \| 5e \| Primož Roglič \| Slovénie \| LottoNL-Jumbo \| + 57 s \| \| 6e \| Dan Martin \| Irlande \| Quick-Step Floors \| + 1 min 07 s \| \| 7e \| Ben Hermans \| Belgique \| BMC Racing Team \| + 1 min 07 s \| \| 8e \| Steven Kruijswijk \| Pays-Bas \| LottoNL-Jumbo \| + 1 min 10 s \| \| 9e \| Jakob Fuglsang \| Danemark \| Astana \| + 1 min 13 s \| \| 10e \| Davide Formolo \| Italie \| Cannondale-Drapac \| + 1 min 17 s \| |                   |          |                   |                 |
| |                   |          |                   |                 |
| Source : ProCyclingStats |                   |          |                   |                 |
| Classement de l'étape |                   |          |                   |                 |
| Coureur | Coureur           | Pays     | Équipe            | Temps           |
| 1er | Nairo Quintana    | Colombie | Movistar Team     | 5 h 02 min 19 s |
| 2e | Merhawi Kudus     | Érythrée | Dimension Data    | + 40 s          |
| 3e | Amaro Antunes     | Portugal | W52-FC Porto      | DQ              |
| 4e | Wout Poels        | Pays-Bas | Team Sky          | + 48 s          |
| 5e | Primož Roglič     | Slovénie | LottoNL-Jumbo     | + 57 s          |
| 6e | Dan Martin        | Irlande  | Quick-Step Floors | + 1 min 07 s    |
| 7e | Ben Hermans       | Belgique | BMC Racing Team   | + 1 min 07 s    |
| 8e | Steven Kruijswijk | Pays-Bas | LottoNL-Jumbo     | + 1 min 10 s    |
| 9e | Jakob Fuglsang    | Danemark | Astana            | + 1 min 13 s    |
| 10e | Davide Formolo    | Italie   | Cannondale-Drapac | + 1 min 17 s    |

| \| Classement général \| Classement général \| Classement général \| Classement général \| Classement général \| \| Coureur \| Coureur \| Pays \| Équipe \| Temps \| \| ------------------ \| -------------------- \| ------------------ \| ------------------ \| ------------------ \| \| 1er \| Nairo Quintana \| Colombie \| Movistar Team \| 14 h 20 min 26 s \| \| 2e \| Ben Hermans \| Belgique \| BMC Racing Team \| + 13 s \| \| 3e \| Manuel Senni \| Italie \| BMC Racing Team \| + 32 s \| \| 4e \| Wout Poels \| Pays-Bas \| Team Sky \| + 52 s \| \| 5e \| Dan Martin \| Irlande \| Quick-Step Floors \| + 1 min 09 s \| \| 6e \| Jakob Fuglsang \| Danemark \| Astana \| + 1 min 42 s \| \| 7e \| David de la Cruz \| Espagne \| Quick-Step Floors \| + 1 min 53 s \| \| 8e \| Steven Kruijswijk \| Pays-Bas \| LottoNL-Jumbo \| + 2 min 12 s \| \| 9e \| Merhawi Kudus \| Érythrée \| Dimension Data \| + 2 min 13 s \| \| 10e \| Jonathan Castroviejo \| Espagne \| Movistar Team \| + 2 min 25 s \| |                      |          |                   |                  |
| |                      |          |                   |                  |
| Source : ProCyclingStats |                      |          |                   |                  |
| Classement général |                      |          |                   |                  |
| Coureur | Coureur              | Pays     | Équipe            | Temps            |
| 1er | Nairo Quintana       | Colombie | Movistar Team     | 14 h 20 min 26 s |
| 2e | Ben Hermans          | Belgique | BMC Racing Team   | + 13 s           |
| 3e | Manuel Senni         | Italie   | BMC Racing Team   | + 32 s           |
| 4e | Wout Poels           | Pays-Bas | Team Sky          | + 52 s           |
| 5e | Dan Martin           | Irlande  | Quick-Step Floors | + 1 min 09 s     |
| 6e | Jakob Fuglsang       | Danemark | Astana            | + 1 min 42 s     |
| 7e | David de la Cruz     | Espagne  | Quick-Step Floors | + 1 min 53 s     |
| 8e | Steven Kruijswijk    | Pays-Bas | LottoNL-Jumbo     | + 2 min 12 s     |
| 9e | Merhawi Kudus        | Érythrée | Dimension Data    | + 2 min 13 s     |
| 10e | Jonathan Castroviejo | Espagne  | Movistar Team     | + 2 min 25 s     |

### 5eétape
| \| Classement de l'étape \| Classement de l'étape \| Classement de l'étape \| Classement de l'étape \| Classement de l'étape \| \| Coureur \| Coureur \| Pays \| Équipe \| Temps \| \| --------------------- \| ---------------------- \| --------------------- \| --------------------------- \| --------------------- \| \| 1er \| Bryan Coquard \| France \| Direct Énergie \| 1 h 01 min 23 s \| \| 2e \| Nacer Bouhanni \| France \| Cofidis, Solutions Crédits \| + 0 s \| \| 3e \| Coen Vermeltfoort \| Pays-Bas \| Roompot-Nederlandse Loterij \| + 0 s \| \| 4e \| Yves Lampaert \| Belgique \| Quick-Step Floors \| + 0 s \| \| 5e \| Iljo Keisse \| Belgique \| Quick-Step Floors \| + 0 s \| \| 6e \| Viatcheslav Kouznetsov \| Russie \| Katusha-Alpecin \| + 0 s \| \| 7e \| Magnus Cort Nielsen \| Danemark \| Orica-Scott \| + 0 s \| \| 8e \| Guillaume Boivin \| Canada \| Israel Cycling Academy \| + 0 s \| \| 9e \| Enrique Sanz \| Espagne \| Espagne \| + 0 s \| \| 10e \| Kristian Sbaragli \| Italie \| Dimension Data \| + 0 s \| |                        |          |                             |                 |
| |                        |          |                             |                 |
| Source : ProCyclingStats |                        |          |                             |                 |
| Classement de l'étape |                        |          |                             |                 |
| Coureur | Coureur                | Pays     | Équipe                      | Temps           |
| 1er | Bryan Coquard          | France   | Direct Énergie              | 1 h 01 min 23 s |
| 2e | Nacer Bouhanni         | France   | Cofidis, Solutions Crédits  | + 0 s           |
| 3e | Coen Vermeltfoort      | Pays-Bas | Roompot-Nederlandse Loterij | + 0 s           |
| 4e | Yves Lampaert          | Belgique | Quick-Step Floors           | + 0 s           |
| 5e | Iljo Keisse            | Belgique | Quick-Step Floors           | + 0 s           |
| 6e | Viatcheslav Kouznetsov | Russie   | Katusha-Alpecin             | + 0 s           |
| 7e | Magnus Cort Nielsen    | Danemark | Orica-Scott                 | + 0 s           |
| 8e | Guillaume Boivin       | Canada   | Israel Cycling Academy      | + 0 s           |
| 9e | Enrique Sanz           | Espagne  | Espagne                     | + 0 s           |
| 10e | Kristian Sbaragli      | Italie   | Dimension Data              | + 0 s           |

## Classements finals

### Classement général final
.
| \| Classement général \| Classement général \| Classement général \| Classement général \| Classement général \| \| Coureur \| Coureur \| Pays \| Équipe \| Temps \| \| ------------------ \| -------------------- \| ------------------ \| ------------------ \| ------------------ \| \| 1er \| Nairo Quintana \| Colombie \| Movistar Team \| 15 h 21 min 49 s \| \| 2e \| Ben Hermans \| Belgique \| BMC Racing Team \| + 13 s \| \| 3e \| Manuel Senni \| Italie \| BMC Racing Team \| + 32 s \| \| 4e \| Wout Poels \| Pays-Bas \| Team Sky \| + 52 s \| \| 5e \| Dan Martin \| Irlande \| Quick-Step Floors \| + 1 min 09 s \| \| 6e \| Jakob Fuglsang \| Danemark \| Astana \| + 1 min 42 s \| \| 7e \| David de la Cruz \| Espagne \| Quick-Step Floors \| + 1 min 53 s \| \| 8e \| Steven Kruijswijk \| Pays-Bas \| LottoNL-Jumbo \| + 2 min 12 s \| \| 9e \| Merhawi Kudus \| Érythrée \| Dimension Data \| + 2 min 13 s \| \| 10e \| Jonathan Castroviejo \| Espagne \| Movistar Team \| + 2 min 25 s \| |                      |          |                   |                  |
| |                      |          |                   |                  |
| Sources : ProCyclingStats Cycling Quotient Cycling Archives |                      |          |                   |                  |
| Classement général |                      |          |                   |                  |
| Coureur | Coureur              | Pays     | Équipe            | Temps            |
| 1er | Nairo Quintana       | Colombie | Movistar Team     | 15 h 21 min 49 s |
| 2e | Ben Hermans          | Belgique | BMC Racing Team   | + 13 s           |
| 3e | Manuel Senni         | Italie   | BMC Racing Team   | + 32 s           |
| 4e | Wout Poels           | Pays-Bas | Team Sky          | + 52 s           |
| 5e | Dan Martin           | Irlande  | Quick-Step Floors | + 1 min 09 s     |
| 6e | Jakob Fuglsang       | Danemark | Astana            | + 1 min 42 s     |
| 7e | David de la Cruz     | Espagne  | Quick-Step Floors | + 1 min 53 s     |
| 8e | Steven Kruijswijk    | Pays-Bas | LottoNL-Jumbo     | + 2 min 12 s     |
| 9e | Merhawi Kudus        | Érythrée | Dimension Data    | + 2 min 13 s     |
| 10e | Jonathan Castroviejo | Espagne  | Movistar Team     | + 2 min 25 s     |

## Liste des participants
| Légende                             | Légende                                                                                                  | Légende                         | Légende                                                                                         |
| ----------------------------------- | --- | ------------------------------- | ----------------------------------------------------------------------------------------------- |
| Num                                 | Dossard de départ porté par le coureur sur ce Tour de la Communauté valencienne                          | Pos                             | Position finale au classement général                                                           |
| Leader du classement général        | Indique le vainqueur du classement général                                                               | Leader du classement par points | Indique le vainqueur du classement par points                                                   |
| Leader du classement de la montagne | Indique le vainqueur du classement de la montagne                                                        | Leader du classement du combiné | Indique le vainqueur du classement du combiné                                                   |
|                                     | Indique un maillot de champion national ou mondial, suivi de sa spécialité                               | #                               | Indique la meilleure équipe                                                                     |
| NP                                  | Indique un coureur qui n'a pas pris le départ d'une étape, suivi du numéro de l'étape où il s'est retiré | AB                              | Indique un coureur qui n'a pas terminé une étape, suivi du numéro de l'étape où il s'est retiré |
| HD                                  | Indique un coureur qui a terminé une étape hors des délais, suivi du numéro de l'étape                   | DSQ                             | Indique un coureur qui a été disqualifié de la course, suivi du numéro de l'étape               |

| Sky SKY             | Sky SKY                  | Sky SKY |
| ------------------- | ------------------------ | ------- |
| Num                 | Coureur                  | Pos     |
| 1                   | Wouter Poels (NED)       | 4e      |
| 2                   | Philip Deignan (IRL)     | 16e     |
| 3                   | Peter Kennaugh (GBR)     | 55e     |
| 4                   | Vasil Kiryienka (BLR)    | AB-5    |
| 5                   | Michał Kwiatkowski (POL) | 26e     |
| 6                   | David López García (ESP) | 14e     |
| 7                   | Salvatore Puccio (ITA)   | 50e     |
| 8                   | Łukasz Wiśniowski (POL)  | 53e     |
| Directeur sportif : |                          |         |

| Movistar MOV        | Movistar MOV                                  | Movistar MOV |
| ------------------- | --------------------------------------------- | ------------ |
| Num                 | Coureur                                       | Pos          |
| 11                  | Nairo Quintana (COL)                          | 1er          |
| 12                  | Andrey Amador (CRC)                           | 28e          |
| 13                  | Jonathan Castroviejo (ESP) (Contre-la-Montre) | 10e          |
| 14                  | Víctor de la Parte (ESP)                      | 11e          |
| 15                  | Jesús Herrada (ESP)                           | 24e          |
| 16                  | José Herrada (ESP)                            | 40e          |
| 17                  | Daniel Moreno (ESP)                           | 43e          |
| 18                  | Dayer Quintana (COL)                          | 13e          |
| Directeur sportif : |                                               |              |

| Astana AST          | Astana AST                                  | Astana AST |
| ------------------- | ------------------------------------------- | ---------- |
| Num                 | Coureur                                     | Pos        |
| 21                  | Peio Bilbao (ESP)                           | 36e        |
| 22                  | Dario Cataldo (ITA)                         | 62e        |
| 23                  | Sergey Chernetskiy (RUS) (Contre-la-montre) | 47e        |
| 24                  | Jakob Fuglsang (DEN)                        | 6e         |
| 25                  | Bakhtiyar Kozhatayev (KAZ)                  | 58e        |
| 26                  | Michele Scarponi (ITA)                      | 18e        |
| 27                  | Nikita Stalnov (KAZ)                        | AB-5       |
| 28                  | Andrey Zeits (KAZ)                          | 59e        |
| Directeur sportif : |                                             |            |

| BMC Racing BMC      | BMC Racing BMC                                  | BMC Racing BMC |
| ------------------- | ----------------------------------------------- | -------------- |
| Num                 | Coureur                                         | Pos            |
| 31                  | Tom Bohli (SUI)                                 | 136e           |
| 32                  | Alessandro De Marchi (ITA)                      | 114e           |
| 33                  | Ben Hermans (BEL)                               | 2e             |
| 34                  | Stefan Küng (SUI)                               | 48e            |
| 35                  | Manuel Senni (ITA)                              | 3e             |
| 36                  | Nicolas Roche (IRL) (Route et Contre-la-montre) | 42e            |
| 37                  | Michael Schär (SUI)                             | 27e            |
| 38                  | Greg Van Avermaet (BEL)                         | 19e            |
| Directeur sportif : |                                                 |                |

| Katusha-Alpecin KAT | Katusha-Alpecin KAT                                     | Katusha-Alpecin KAT |
| ------------------- | ------------------------------------------------------- | ------------------- |
| Num                 | Coureur                                                 | Pos                 |
| 41                  | Ilnur Zakarin (RUS)                                     | 22e                 |
| 42                  | Tony Martin (GER) (Contre-la-Montre) (Contre-la-Montre) | 44e                 |
| 43                  | Maxim Belkov (RUS)                                      | 111e                |
| 44                  | Pavel Kochetkov (RUS) (Contre-la-montre)                | 39e                 |
| 45                  | Alberto Losada (ESP)                                    | 64e                 |
| 46                  | Matvey Mamykin (RUS)                                    | 125e                |
| 47                  | Marco Mathis (GER)                                      | AB-4                |
| 48                  | Viatcheslav Kouznetsov (RUS)                            | 72e                 |
| Directeur sportif : |                                                         |                     |

| Quick-Step Floors QSF | Quick-Step Floors QSF          | Quick-Step Floors QSF |
| --------------------- | ------------------------------ | --------------------- |
| Num                   | Coureur                        | Pos                   |
| 51                    | David de la Cruz (ESP)         | 7e                    |
| 52                    | Laurens De Plus (BEL)          | 41e                   |
| 53                    | Philippe Gilbert (BEL) (Route) | 15e                   |
| 54                    | Iljo Keisse (BEL)              | 133e                  |
| 55                    | Yves Lampaert (BEL)            | 82e                   |
| 56                    | Daniel Martin (IRL)            | 5e                    |
| 57                    | Zdeněk Štybar (CZE)            | 33e                   |
| 58                    | Niki Terpstra (NED)            | 57e                   |
| Directeur sportif :   |                                |                       |

| Cannondale-Drapac CDT | Cannondale-Drapac CDT | Cannondale-Drapac CDT |
| --------------------- | --------------------- | --------------------- |
| Num                   | Coureur               | Pos                   |
| 61                    | Nathan Brown (USA)    | 77e                   |
| 62                    | Lawson Craddock (USA) | 46e                   |
| 63                    | Davide Formolo (ITA)  | 32e                   |
| 64                    | Ryan Mullen (IRL)     | 121e                  |
| 65                    | Thomas Scully (NZL)   | 96e                   |
| 66                    | Toms Skujiņš (LAT)    | 65e                   |
| 67                    | Sep Vanmarcke (BEL)   | 92e                   |
| 68                    | Wouter Wippert (NED)  | 150e                  |
| Directeur sportif :   |                       |                       |

| Orica-Scott ORS     | Orica-Scott ORS               | Orica-Scott ORS |
| ------------------- | ----------------------------- | --------------- |
| Num                 | Coureur                       | Pos             |
| 71                  | Adam Yates (GBR)              | 118e            |
| 72                  | Simon Yates (GBR)             | 137e            |
| 73                  | Mathew Hayman (AUS)           | 94e             |
| 74                  | Magnus Cort Nielsen (DEN)     | 54e             |
| 75                  | Jens Keukeleire (BEL)         | 66e             |
| 76                  | Luka Mezgec (SLO)             | 128e            |
| 77                  | Christopher Juul Jensen (DEN) | 25e             |
| 78                  | Michael Albasini (SUI)        | 99e             |
| Directeur sportif : |                               |                 |

| Dimension Data DDD  | Dimension Data DDD                                     | Dimension Data DDD |
| ------------------- | ------------------------------------------------------ | ------------------ |
| Num                 | Coureur                                                | Pos                |
| 81                  | Igor Antón (ESP)                                       | 56e                |
| 82                  | Benjamin King (USA)                                    | 23e                |
| 83                  | Merhawi Kudus (ERI)                                    | 9e                 |
| 84                  | Adrien Niyonshuti (RWA) (Contre-la-montre)             | AB-2               |
| 85                  | Serge Pauwels (BEL)                                    | 70e                |
| 86                  | Kristian Sbaragli (ITA)                                | 84e                |
| 87                  | Daniel Teklehaimanot (ERI) (Route et Contre-la-montre) | 91e                |
| 88                  | Johan van Zyl (RSA)                                    | 126e               |
| Directeur sportif : |                                                        |                    |

| AG2R La Mondiale ALM | AG2R La Mondiale ALM     | AG2R La Mondiale ALM |
| -------------------- | ------------------------ | -------------------- |
| Num                  | Coureur                  | Pos                  |
| 91                   | Gediminas Bagdonas (LTU) | 87e                  |
| 92                   | Cyril Gautier (FRA)      | 37e                  |
| 93                   | Mickaël Chérel (FRA)     | 38e                  |
| 94                   | Alexis Gougeard (FRA)    | 134e                 |
| 95                   | Hugo Houle (CAN)         | 60e                  |
| 96                   | Olivier Naesen (BEL)     | 30e                  |
| 97                   | Stijn Vandenbergh (BEL)  | AB-2                 |
| 98                   | Christophe Riblon (FRA)  | 132e                 |
| Directeur sportif :  |                          |                      |

| Lotto NL-Jumbo TLJ  | Lotto NL-Jumbo TLJ                          | Lotto NL-Jumbo TLJ |
| ------------------- | ------------------------------------------- | ------------------ |
| Num                 | Coureur                                     | Pos                |
| 101                 | Victor Campenaerts (BEL) (Contre-la-montre) | 45e                |
| 102                 | Twan Castelijns (NED)                       | 100e               |
| 103                 | Stef Clement (NED)                          | 35e                |
| 104                 | Jos van Emden (NED)                         | 67e                |
| 105                 | Martijn Keizer (NED)                        | 102e               |
| 106                 | Steven Kruijswijk (NED)                     | 8e                 |
| 107                 | Primož Roglič (SLO) (Contre-la-montre)      | 49e                |
| 108                 | Jurgen Van den Broeck (BEL)                 | AB-4               |
| Directeur sportif : |                                             |                    |

| FDJ                 | FDJ                                    | FDJ  |
| ------------------- | -------------------------------------- | ---- |
| Num                 | Coureur                                | Pos  |
| 111                 | William Bonnet (FRA)                   | 115e |
| 112                 | Tobias Ludvigsson (SWE)                | 12e  |
| 113                 | Rudy Molard (FRA)                      | 61e  |
| 114                 | Steve Morabito (SUI)                   | 21e  |
| 115                 | Benoît Vaugrenard (FRA)                | 52e  |
| 116                 | Thibaut Pinot (FRA) (Contre-la-montre) | 106e |
| 117                 | Sébastien Reichenbach (SUI)            | 17e  |
| 118                 | Jérémy Roy (FRA)                       | 129e |
| Directeur sportif : |                                        |      |

| Caja Rural-Seguros RGA CJR | Caja Rural-Seguros RGA CJR | Caja Rural-Seguros RGA CJR |
| -------------------------- | -------------------------- | -------------------------- |
| Num                        | Coureur                    | Pos                        |
| 121                        | Chris Butler (USA)         | 167e                       |
| 122                        | David Arroyo (ESP)         | AB-3                       |
| 123                        |                            |                            |
| 124                        | Sergio Pardilla (ESP)      | AB-5                       |
| 125                        | Rafael Reis (POR)          | NP-4                       |
| 126                        | Antonio Molina (ESP)       | 86e                        |
| 127                        | Héctor Sáez (ESP)          | 141e                       |
| 128                        | Jonathan Lastra (ESP)      | 157e                       |
| Directeur sportif :        |                            |                            |

| Euskadi Basque Country-Murias EUS | Euskadi Basque Country-Murias EUS | Euskadi Basque Country-Murias EUS |
| --------------------------------- | --------------------------------- | --------------------------------- |
| Num                               | Coureur                           | Pos                               |
| 131                               | Garikoitz Bravo (ESP)             | 29e                               |
| 132                               | Beñat Txoperena (ESP)             | 148e                              |
| 133                               | Aitor Gonzalez (ESP)              | 149e                              |
| 134                               | Aritz Bagües (ESP)                | NP-4                              |
| 135                               | Mikel Bizkarra (ESP)              | 153e                              |
| 136                               | Imanol Estévez (ESP)              | 90e                               |
| 137                               | Julen Irizar (ESP)                | 108e                              |
| 138                               | Óscar Rodríguez (ESP)             | AB-4                              |
| Directeur sportif :               |                                   |                                   |

| Burgos BH BBH       | Burgos BH BBH       | Burgos BH BBH |
| ------------------- | ------------------- | ------------- |
| Num                 | Coureur             | Pos           |
| 141                 | Ibai Salas (ESP)    | 75e           |
| 142                 | Igor Merino (ESP)   | 116e          |
| 143                 | Pablo Torres (ESP)  | AB-3          |
| 144                 | David Belda (ESP)   | 51e           |
| 145                 | Marcos Jurado (ESP) | AB-2          |
| 146                 | Jorge Cubero (ESP)  | 160e          |
| 147                 | Daniel López (ESP)  | 156e          |
| 148                 | Óscar Linares (ESP) | AB-2          |
| Directeur sportif : |                     |               |

| Cofidis COF         | Cofidis COF               | Cofidis COF |
| ------------------- | ------------------------- | ----------- |
| Num                 | Coureur                   | Pos         |
| 151                 | Nacer Bouhanni (FRA)      | 145e        |
| 152                 | Cyril Lemoine (FRA)       | 89e         |
| 153                 | Loïc Chetout (FRA)        | AB-4        |
| 154                 | Daniel Navarro (ESP)      | 151e        |
| 155                 | Stéphane Rossetto (FRA)   | 154e        |
| 156                 | Julien Simon (FRA)        | 81e         |
| 157                 | Geoffrey Soupe (FRA)      | 138e        |
| 158                 | Jonas Van Genechten (BEL) | 155e        |
| Directeur sportif : |                           |             |

| Direct Énergie DEN  | Direct Énergie DEN     | Direct Énergie DEN |
| ------------------- | ---------------------- | ------------------ |
| Num                 | Coureur                | Pos                |
| 161                 | Bryan Coquard (FRA)    | 113e               |
| 162                 | Antoine Duchesne (CAN) | 73e                |
| 163                 | Tony Hurel (FRA)       | 131e               |
| 164                 | Julien Morice (FRA)    | 135e               |
| 165                 | Bryan Nauleau (FRA)    | 140e               |
| 166                 | Adrien Petit (FRA)     | 147e               |
| 167                 | Romain Sicard (FRA)    | 74e                |
| 168                 | Angélo Tulik (FRA)     | 80e                |
| Directeur sportif : |                        |                    |

| Inteja-Dominican DCT | Inteja-Dominican DCT  | Inteja-Dominican DCT |
| -------------------- | --------------------- | -------------------- |
| Num                  | Coureur               | Pos                  |
| 171                  | Julio Amores (ESP)    | 168e                 |
| 172                  | Juan José Cueto (DOM) | AB-2                 |
| 173                  | Ignacio Sarabia (MEX) | AB-2                 |
| 174                  | Gregory Brenes (CRC)  | AB-2                 |
| 175                  | Diego Milán (DOM)     | 166e                 |
| 176                  | William Guzmán (DOM)  | AB-2                 |
| 177                  | Albert Torres (ESP)   | 169e                 |
| 178                  | Rafael Márquez (ESP)  | AB-2                 |
| Directeur sportif :  |                       |                      |

| Roompot-Nederlandse Loterij RNL | Roompot-Nederlandse Loterij RNL | Roompot-Nederlandse Loterij RNL |
| ------------------------------- | ------------------------------- | ------------------------------- |
| Num                             | Coureur                         | Pos                             |
| 181                             | Pieter Weening (NED)            | 103e                            |
| 182                             | Martijn Budding (NED)           | 124e                            |
| 183                             | Raymond Kreder (NED)            | 117e                            |
| 184                             | Pim Ligthart (NED)              | 85e                             |
| 185                             | Etienne van Empel (NED)         | 146e                            |
| 186                             | Elmar Reinders (NED)            | 69e                             |
| 187                             | Coen Vermeltfoort (NED)         | 109e                            |
| 188                             | Berden de Vries (NED)           | 130e                            |
| Directeur sportif :             |                                 |                                 |

| Gazprom-RusVelo GAZ | Gazprom-RusVelo GAZ       | Gazprom-RusVelo GAZ |
| ------------------- | ------------------------- | ------------------- |
| Num                 | Coureur                   | Pos                 |
| 191                 | Sergueï Lagoutine (RUS)   | AB-2                |
| 192                 | Ivan Rovny (RUS)          | 34e                 |
| 193                 | Alexander Foliforov (RUS) | 139e                |
| 194                 | Alexander Porsev (RUS)    | 93e                 |
| 195                 | Sergey Firsanov (RUS)     | 142e                |
| 196                 | Evgeny Shalunov (RUS)     | 112e                |
| 197                 | Artem Ovechkin (RUS)      | AB-4                |
| 198                 | Aydar Zakarin (RUS)       | 161e                |
| Directeur sportif : |                           |                     |

| Israel Cycling Academy ICA | Israel Cycling Academy ICA              | Israel Cycling Academy ICA |
| -------------------------- | --------------------------------------- | -------------------------- |
| Num                        | Coureur                                 | Pos                        |
| 201                        | Guillaume Boivin (CAN)                  | 98e                        |
| 202                        | Zakkari Dempster (AUS)                  | 97e                        |
| 203                        | José Manuel Díaz (ESP)                  | 104e                       |
| 204                        | Jason Lowndes (AUS)                     | AB-2                       |
| 205                        | Benjamin Perry (CAN)                    | 88e                        |
| 206                        | Dennis van Winden (NED)                 | 107e                       |
| 207                        | Tyler Williams (USA)                    | 110e                       |
| 208                        | Aviv Yechezkel (ISR) (Contre-la-montre) | 165e                       |
| Directeur sportif :        |                                         |                            |

| CCC Sprandi Polkowice CCC | CCC Sprandi Polkowice CCC | CCC Sprandi Polkowice CCC |
| ------------------------- | ------------------------- | ------------------------- |
| Num                       | Coureur                   | Pos                       |
| 211                       | Marcin Białobłocki (POL)  | 144e                      |
| 212                       | Felix Großschartner (AUT) | 79e                       |
| 213                       | Jan Hirt (CZE)            | 152e                      |
| 214                       | Łukasz Owsian (POL)       | 31e                       |
| 215                       | Maciej Paterski (POL)     | 68e                       |
| 216                       | Simone Ponzi (ITA)        | 119e                      |
| 217                       | Branislau Samoilau (BLR)  | 159e                      |
| 218                       | Jan Tratnik (SLO) (Route) | 63e                       |
| Directeur sportif :       |                           |                           |

| Sélection nationale d'Espagne ESP | Sélection nationale d'Espagne ESP | Sélection nationale d'Espagne ESP |
| --------------------------------- | --------------------------------- | --------------------------------- |
| Num                               | Coureur                           | Pos                               |
| 221                               | Jaime Castrillo (ESP)             | AB-3                              |
| 222                               | Manuel Jiménez Ruiz (ESP)         | 164e                              |
| 223                               | Eduardo Llacer (ESP)              | AB-4                              |
| 224                               | Sebastián Mora (ESP)              | 120e                              |
| 225                               | Adrià Moreno (ESP)                | 105e                              |
| 226                               | Iván Moreno (ESP)                 | 162e                              |
| 227                               | Enrique Sanz (ESP)                | 78e                               |
| 228                               | Eloy Teruel (ESP)                 | AB-2                              |
| Directeur sportif :               |                                   |                                   |

| W52-FC Porto W52    | W52-FC Porto W52           | W52-FC Porto W52 |
| ------------------- | -------------------------- | ---------------- |
| Num                 | Coureur                    | Pos              |
| 231                 | Amaro Antunes (POR)        | 20e              |
| 232                 | Samuel Caldeira (POR)      | 83e              |
| 233                 | Raúl Alarcón (ESP)         | 122e             |
| 234                 | Joaquim Silva (POR)        | 76e              |
| 235                 | Rui Vinhas (POR)           | 71e              |
| 236                 | Ángel Sánchez (ESP)        | AB-4             |
| 237                 | António Carvalho (POR)     | 123e             |
| 238                 | Gustavo César Veloso (ESP) | 101e             |
| Directeur sportif : |                            |                  |

| Ukyo UKO            | Ukyo UKO                   | Ukyo UKO |
| ------------------- | -------------------------- | -------- |
| Num                 | Coureur                    | Pos      |
| 211                 | Óscar Pujol (ESP)          | 127e     |
| 212                 | Benjamín Prades (ESP)      | AB-4     |
| 213                 | Salvador Guardiola (ESP)   | 143e     |
| 214                 | Jon Aberasturi (ESP)       | 95e      |
| 215                 | Egoitz Fernández (ESP)     | 158e     |
| 216                 | Yusuke Hatanaka (JPN)      | AB-2     |
| 217                 | Yoshimitsu Hiratsuka (JPN) | 163e     |
| 218                 | Tanzo Tokuda (JPN)         | AB-4     |
| Directeur sportif : |                            |          |